# ۱۳۲۹ (میلادی)
۱۳۲۹ (میلادی) هزار و سیصد و بیست و نهمین سال تقویم میلادی است.

## درگذشتگان
‎